# Beşiktaş Jimnastik Kulübü 2015-2016 (pallavolo maschile)
Questa voce raccoglie le informazioni riguardanti il Beşiktaş Jimnastik Kulübü nelle competizioni ufficiali della stagione 2015-2016.

## Organigramma societario
Area direttiva
- Presidente: Fikret Orman

Area tecnica
- Allenatore: Meftun Eren
- Secondo allenatore: Kerem Eryılmaz
- Assistente allenatore: Alpay Levinler
- Scoutman: Emre Yalçınkaya

## Rosa
| N° | Nome                | Ruolo | Data di nascita   | Nazionalità sportiva |
| -- | ------------------- | ----- | ----------------- | -------------------- |
| 1  | Yankı Uslu          | S     | 17 aprile 1989    | Turchia              |
| 2  | Mustafa Ramazanoğlu | P     | 5 maggio 1979     | Turchia              |
| 3  | Berkan Bozan        | P     | 28 maggio 1991    | Turchia              |
| 4  | Demirhan Durul      | O     | 1º maggio 1989    | Turchia              |
| 5  | Ahmet Arslan        | C     | 7 dicembre 1990   | Turchia              |
| 6  | Mustafa Alkan       | L     | 1º giugno 1988    | Turchia              |
| 7  | Branimir Grozdanov  | S     | 21 maggio 1994    | Bulgaria             |
| 8  | Nuri Şahin          | L     | 1º gennaio 1980   | Turchia              |
| 9  | Emircan Başarır     | P     | 29 settembre 1997 | Turchia              |
| 10 | Orçun Ergün         | P     | 24 maggio 1992    | Turchia              |
| 11 | Murat Karakaya      | L     | 27 giugno 1987    | Turchia              |
| 12 | Samuel Tuia         | S     | 24 luglio 1986    | Francia              |
| 13 | Niels Klapwijk      | O     | 19 settembre 1985 | Paesi Bassi          |
| 14 | Erhan Dünge         | C     | 4 febbraio 1980   | Turchia              |
| 15 | Ferhat Akdeniz      | C     | 26 ottobre 1986   | Turchia              |
| 17 | Besnik Tanık        | S     | 2 novembre 1996   | Turchia              |
| 18 | Murat Aslan         | S     | 13 dicembre 1986  | Turchia              |

## Statistiche

### Statistiche di squadra
| Competizione     | Punti | In casa | In casa | In casa | In trasferta | In trasferta | In trasferta | Totale | Totale | Totale |
| Competizione     | Punti | G       | V       | P       | G            | V            | P            | G      | V      | P      |
| ---------------- | ----- | ------- | ------- | ------- | ------------ | ------------ | ------------ | ------ | ------ | ------ |
| Voleybol 1. Ligi | 20    | 10      | 2       | 8       | 11           | 5            | 6            | 25     | 10     | 15     |
| Totale           | -     | 10      | 2       | 8       | 11           | 5            | 6            | 25     | 10     | 15     |

G = partite giocate; V = partite vinte; P = partite perse

### Statistiche dei giocatori
| Giocatore      | Voleybol 1. Ligi | Voleybol 1. Ligi | Voleybol 1. Ligi | Voleybol 1. Ligi | Voleybol 1. Ligi | Totale | Totale | Totale | Totale | Totale |
| Giocatore      | P                | PT               | AV               | MV               | BV               | P      | PT     | AV     | MV     | BV     |
| -------------- | ---------------- | ---------------- | ---------------- | ---------------- | ---------------- | ------ | ------ | ------ | ------ | ------ |
| F. Akdeniz     | 22               | 114              | 59               | 44               | 11               | 22     | 114    | 59     | 44     | 11     |
| M. Alkan       | 23               | 0                | 0                | 0                | 0                | 23     | 0      | 0      | 0      | 0      |
| A. Arslan      | 20               | 64               | 47               | 11               | 6                | 20     | 64     | 47     | 11     | 6      |
| M. Aslan       | 13               | 31               | 28               | 2                | 1                | 13     | 31     | 28     | 2      | 1      |
| E. Başarır     | 0                | 0                | 0                | 0                | 0                | 0      | 0      | 0      | 0      | 0      |
| B. Bozan       | 9                | 3                | 2                | 0                | 1                | 9      | 3      | 2      | 0      | 1      |
| E. Dünge       | 25               | 165              | 101              | 54               | 10               | 25     | 165    | 101    | 54     | 10     |
| D. Durul       | 4                | 6                | 5                | 0                | 1                | 4      | 6      | 5      | 0      | 1      |
| O. Ergün       | 23               | 35               | 14               | 11               | 10               | 23     | 35     | 14     | 11     | 10     |
| B. Grozdanov   | 23               | 231              | 196              | 25               | 10               | 23     | 231    | 196    | 25     | 10     |
| M. Karakaya    | 22               | 32               | 27               | 1                | 4                | 22     | 32     | 27     | 1      | 4      |
| N. Klapwijk    | 21               | 408              | 351              | 22               | 35               | 21     | 408    | 351    | 22     | 35     |
| M. Ramazanoğlu | 18               | 32               | 21               | 4                | 7                | 18     | 32     | 21     | 4      | 7      |
| N. Şahin       | 14               | 20               | 19               | 1                | 0                | 14     | 20     | 19     | 1      | 0      |
| B. Tanık       | 8                | 8                | 6                | 1                | 1                | 8      | 8      | 6      | 1      | 1      |
| S. Tuia        | 25               | 288              | 244              | 20               | 24               | 25     | 288    | 244    | 20     | 24     |
| Y. Uslu        | 3                | 3                | 1                | 0                | 2                | 3      | 3      | 1      | 0      | 2      |

P = presenze; PT = punti totali; AV = attacchi vincenti; MV = muri vincenti; BV = battute vincenti